# پرنسس من
پرنسس من (کره‌ای: 마이 프린세스; لاتین‌نویسی اصلاح‌شده: Ma-i Peurinseseu) یک مجموعهٔ تلویزیونی کره جنوبی سال ۲۰۱۱ در ژانر کمدی رمانتیک با بازی سونگ سونگ هون، کیم ته-هی، پارک یه جین و ریو سو-یونگ است. پرنسس من از ۵ ژانویه تا ۲۴ فوریه ۲۰۱۱، روزهای چهارشنبه و پنجشنبه ساعت ۲۱:۵۵ (کی‌اس‌تی) از ام‌بی‌سی برای ۱۶ قسمت پخش شد.

## بازیگران

### اصلی
- سونگ سونگ هون در نقش پارک هه یونگ
- کیم ته-هی در نقش لی سول
- پارک یه جین در نقش اوه یون جو
- ریو سو-یونگ در نقش نام جونگ وو